# Gironville (Sena i Marne)
Gironville és un municipi francès, situat al departament de Sena i Marne i a la regió de Illa de França. L'any 2007 tenia 193 habitants.
Forma part del cantó de Nemours, del districte de Fontainebleau i de la Comunitat de comunes Gâtinais-Val de Loing.

## Demografia

### Població
El 2007 la població de fet de Gironville era de 193 persones. Hi havia 68 famílies, de les quals 8 eren unipersonals (8 dones vivint soles i 8 dones vivint soles), 24 parelles sense fills, 32 parelles amb fills i 4 famílies monoparentals amb fills.
La població ha evolucionat segons el següent gràfic:
Habitants censats

### Habitatges
El 2007 hi havia 77 habitatges, 68 eren l'habitatge principal de la família, 3 eren segones residències i 6 estaven desocupats. Tots els 77 habitatges eren cases. Dels 68 habitatges principals, 57 estaven ocupats pels seus propietaris, 7 estaven llogats i ocupats pels llogaters i 4 estaven cedits a títol gratuït; 1 tenia dues cambres, 12 en tenien tres, 18 en tenien quatre i 37 en tenien cinc o més. 40 habitatges disposaven pel capbaix d'una plaça de pàrquing. A 30 habitatges hi havia un automòbil i a 36 n'hi havia dos o més.

### Piràmide de població
La piràmide de població per edats i sexe el 2009 era:
| Homes | Edats   | Dones |
| ----- | ------- | ----- |
| 0     | 95 o +  | 0     |
| 4     | 90 a 94 | 0     |
| 0     | 85 a 89 | 0     |
| 0     | 80 a 84 | 0     |
| 0     | 75 a 79 | 4     |
| 4     | 70 a 74 | 0     |
| 8     | 65 a 69 | 16    |
| 0     | 60 a 64 | 0     |
| 0     | 55 a 59 | 0     |
| 4     | 50 a 54 | 4     |
| 8     | 45 a 49 | 0     |
| 12    | 40 a 44 | 8     |
| 16    | 35 a 39 | 12    |
| 0     | 30 a 34 | 0     |
| 4     | 25 a 29 | 4     |
| 0     | 20 a 24 | 0     |
| 8     | 15 a 19 | 0     |
| 24    | 10 a 14 | 4     |
| 8     | 5 a 9   | 8     |
| 8     | 0 a 4   | 16    |

## Economia
El 2007 la població en edat de treballar era de 125 persones, 96 eren actives i 29 eren inactives. De les 96 persones actives 87 estaven ocupades (49 homes i 38 dones) i 9 estaven aturades (2 homes i 7 dones). De les 29 persones inactives 10 estaven jubilades, 14 estaven estudiant i 5 estaven classificades com a «altres inactius».

### Ingressos
El 2009 a Gironville hi havia 65 unitats fiscals que integraven 182,5 persones, la mediana anual d'ingressos fiscals per persona era de 17.850 €.

### Activitats econòmiques
Dels 10 establiments que hi havia el 2007, 4 eren d'empreses de construcció, 2 d'empreses de comerç i reparació d'automòbils, 1 d'una empresa d'hostatgeria i restauració, 1 d'una empresa immobiliària i 2 d'empreses de serveis.
Dels 5 establiments de servei als particulars que hi havia el 2009, 1 era un guixaire pintor, 1 fusteria, 2 lampisteries i 1 restaurant.
L'any 2000 a Gironville hi havia 13 explotacions agrícoles.

## Poblacions més properes
El següent diagrama mostra les poblacions més properes.